# NGC 1953
NGC 1950 é um aglomerado estelar globular na Grande Nuvem de Magalhães, na direção da constelação do Peixe Dourado. Foi descoberto pelo astrônomo inglês John Herschel em 18375 Devido a sua fraca magnitude aparente (+11,7), é visível apenas com telescópios amadores de porte médio ou com equipamentos superiores.